# Усть-Борзя
Усть-Бо́рзя — село в Ононском районе Забайкальского края России. Входит в состав сельского поселения «Холуй-Базинское».

## География
Село находится в северо-восточной части района, на правом берегу реки Борзи, вблизи места впадения её в реку Онон, на расстоянии примерно 39 километров (по прямой) к западу от села Нижний Цасучей. Абсолютная высота — 597 метров над уровнем моря.
Климат
Климат характеризуется как резко континентальный, с продолжительной морозной зимой и коротким тёплым летом. Среднегодовая температура воздуха составляет −1,8 — −1,4 °С. Средняя многолетняя температура самого холодного месяца (января) составляет −26 — −24 °С (абсолютный минимум — −52 °С), температура самого тёплого (июля) — 18 — 20 °С (абсолютный максимум — 40 °С). Среднегодовое количество осадков — 200—400 мм.
Часовой пояс
Село Усть-Борзя находится в часовой зоне МСК+6. Смещение применяемого времени относительно UTC составляет +9:00.

## Население
| 2010 | 2021 |
| ---- | ---- |
| 338  | ↘224 |

Половой состав
По данным Всероссийской переписи населения 2010 года в гендерной структуре населения мужчины составляли 50 %, женщины — соответственно также 50 %.
Национальный состав
Согласно результатам переписи 2002 года, в национальной структуре населения русские составляли 90 % из 557 чел.

## Улицы
Уличная сеть села состоит из девяти улиц.